# Ferme (agriculture)
Pour les articles homonymes, voir Ferme.

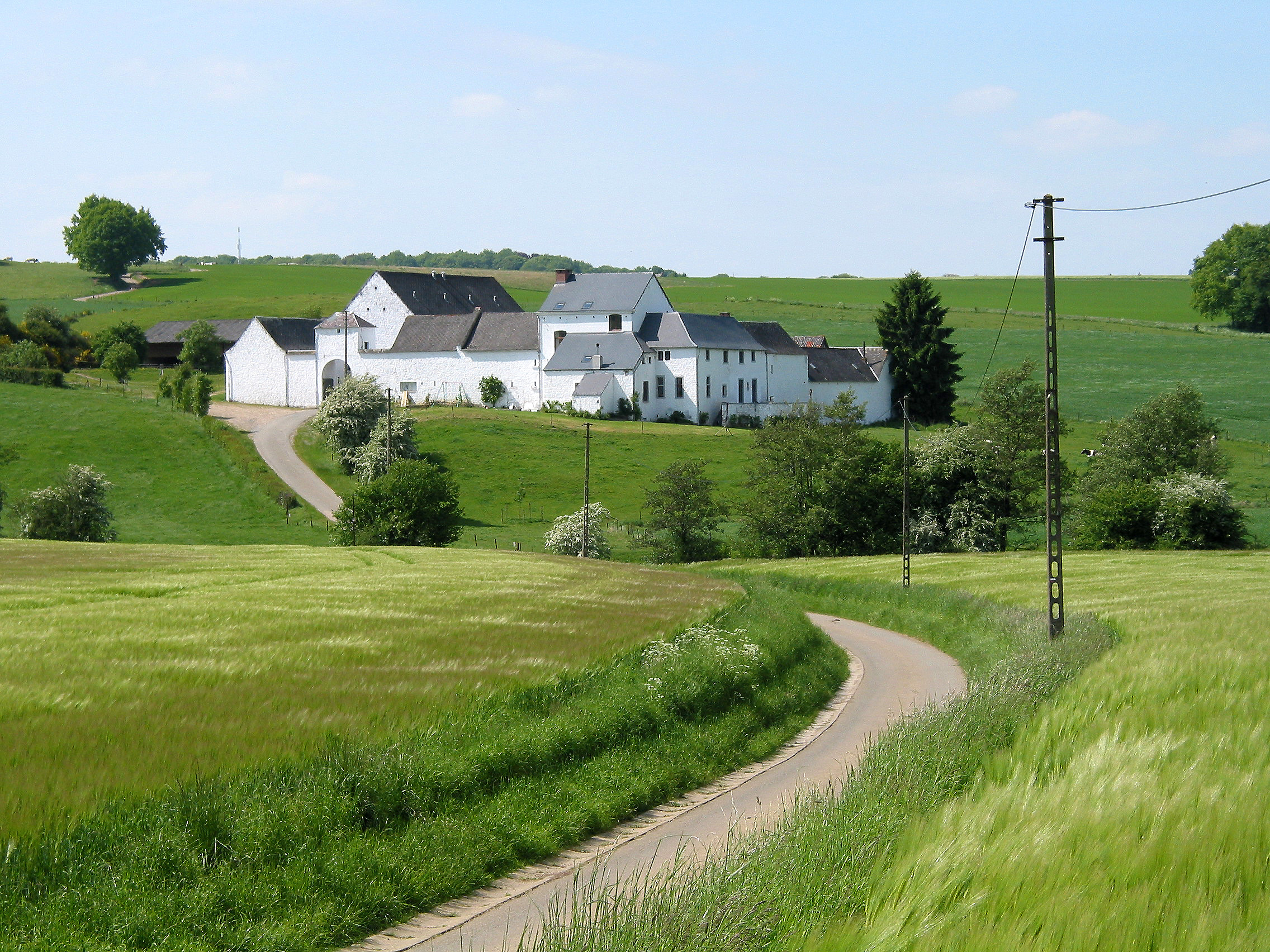
Ferme de Belgique.

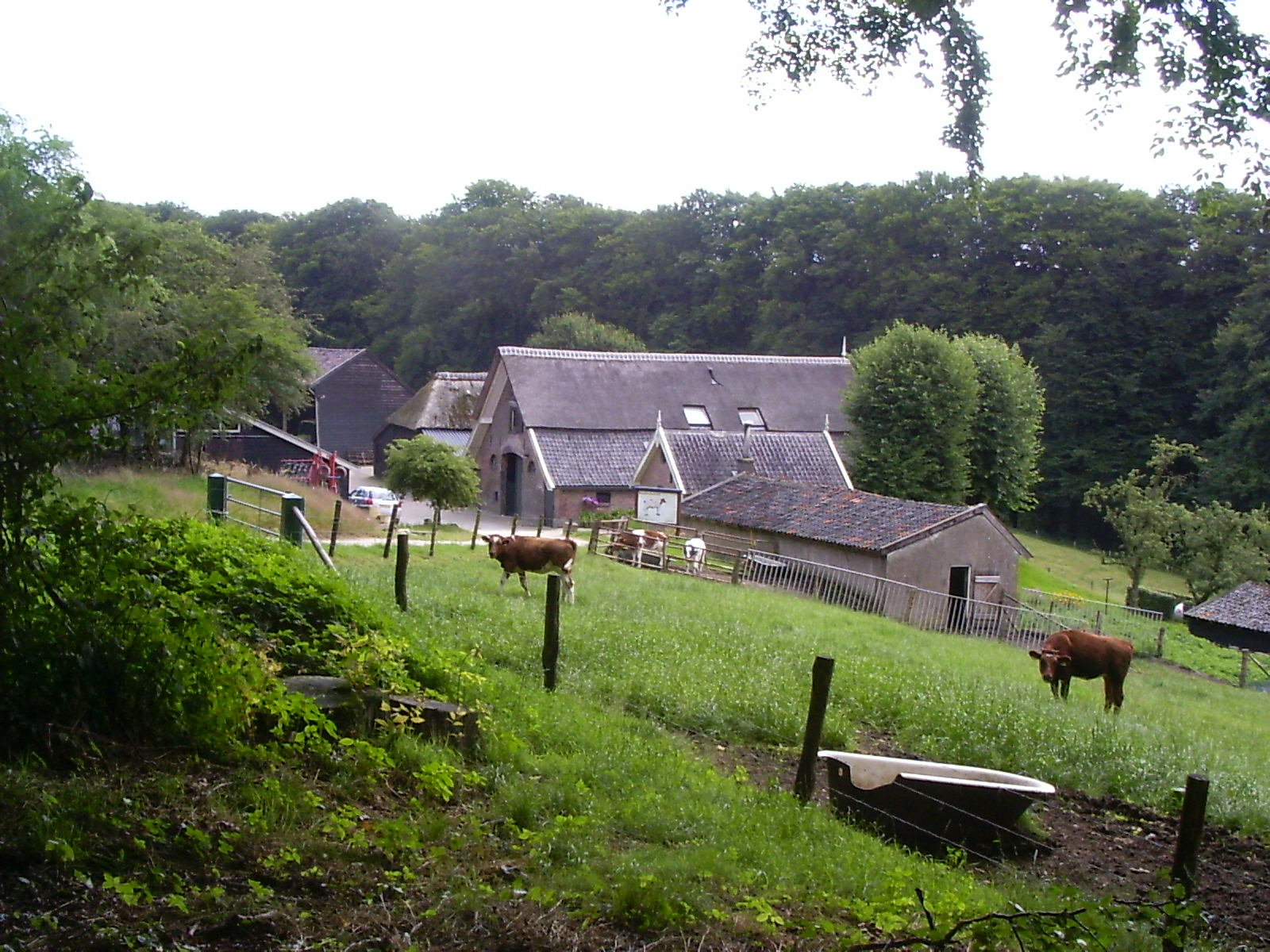
Une ferme aux Pays-Bas, construite vers 1858.

Une ferme est, au sens propre, une exploitation agricole exploitée sous le régime d'une location de longue durée avec un loyer annuel fixe, ou fermage. Il s'agit d'un contrat de louage entre le propriétaire et le fermier qui porte sur un domaine comportant selon les cas des terres, des forêts, des étendues d'eau, des bâtiments d'exploitation et d'habitation, parfois avec le cheptel et le matériel d'exploitation, des droits de marque et d'appellation d'origine, des servitudes, etc.
Le terme de « ferme » a été utilisé en Angleterre dès le XVIIe siècle pour désigner des domaines agricole, ainsi que dans les colonies anglaises d'Amérique. Il n'a été adopté en France qu'à partir de la Révolution française pour remplacer les mots manse (mesnil), censive, borie (boriage), etc. qui étaient des concessions perpétuelles abolies en même temps que les institutions féodales pour être remplacées par des contrats de location de gré à gré.
Il s'est généralisé pour désigner toute exploitation agricole, quel que soit le statut de l'exploitant, propriétaire ou locataire. Il désigne aussi, plus spécifiquement, les bâtiments d'exploitation abritant les machines agricoles, les cheptels animaliers, les produits agricoles et l'habitat.
Selon les régions, la ferme peut avoir une activité diversifiée (polyculture-élevage) ou au contraire plus ou moins spécialisée dans un domaine particulier (céréaliculture, viticulture, arboriculture fruitière, maraîchage ou horticulture, etc.).
En France, lorsque, au sein d'une ferme, la production agricole (bétail, œufs, fruits, légumes, céréales, laine) est réalisée à échelle modeste et ordinaire et que, éventuellement, la transformation de ces produits (viande, produits laitiers, pain, salaisons, glaces, vin, cidre) y est réalisée de façon traditionnelle, on parle de « producteur fermier » pour l'agriculteur et de « produits fermiers » pour ces productions spécifiques et recherchées. La commercialisation se fait majoritairement par le système de la vente directe à la ferme, au marché, via le commerce en ligne ou dans un point de vente collectif.

## Bâtiments
En plus des bâtiments d'habitation, une ferme est composée, outre les appentis, de bâtiments spécialisés qui en sont les dépendances :
- pour les animaux : écurie, étable, bergerie, porcherie, poulailler, clapier, batterie d'élevage, pigeonnier
- pour les plantations : serres ou tunnels
- pour les produits de la terre et les semences : séchoir, fenil, grange, grenier, silo, cave
- pour le matériel : remise, hangar, forge-ferronnerie, baraque
- pour la transformation des produits de base :
  - les céréales : moulin (ancien), fournil
  - le vin, le cidre : pressoir, cave à vin, chai
  - les produits laitiers : laiterie, fromagerie
  - les oléagineux : moulin à huile

## Dans le temps

### Fermes traditionnelles

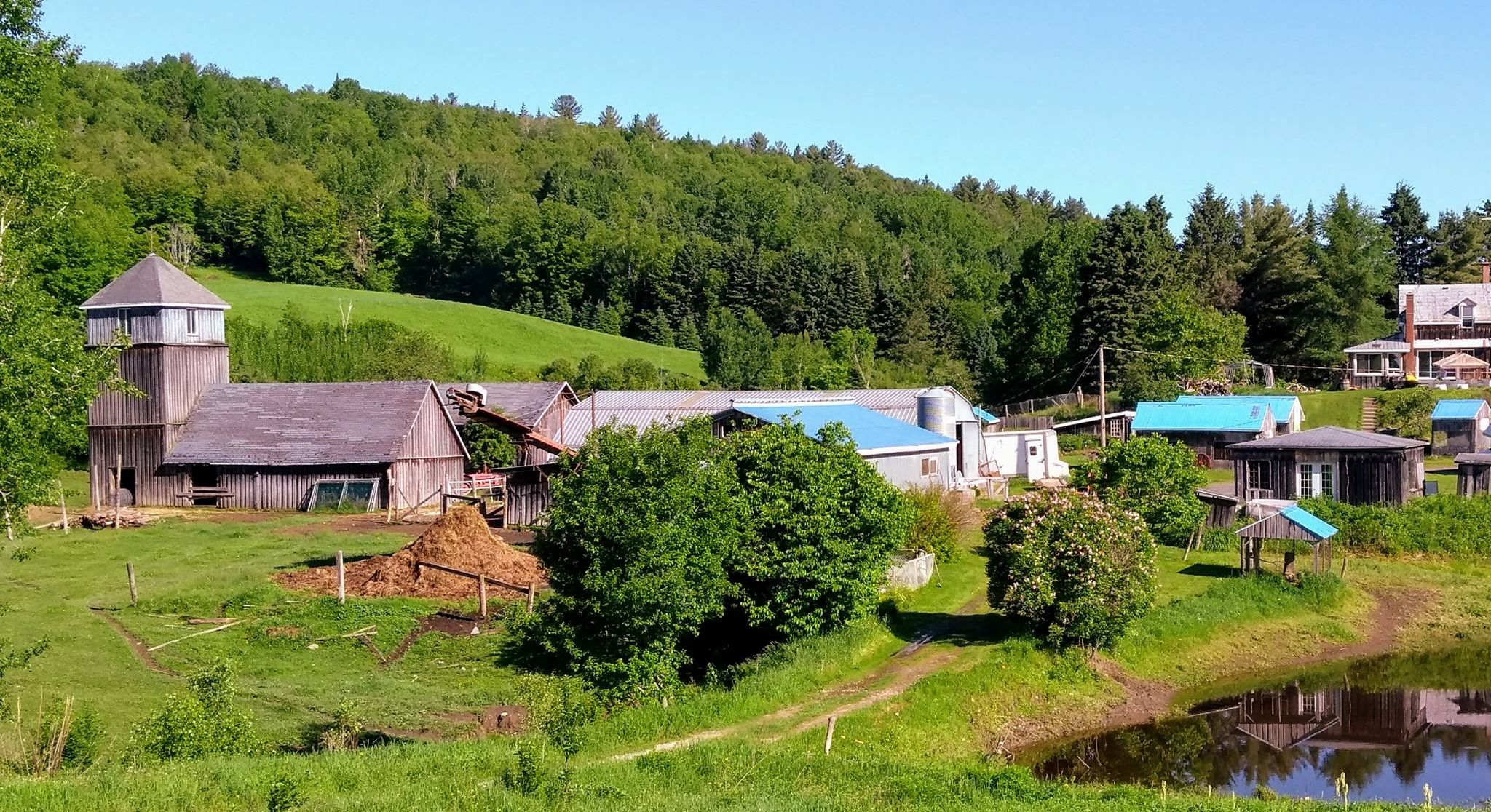
Ferme traditionnelle d'élevage avec un ancien petit poulailler industriel (type années 60) au milieu.

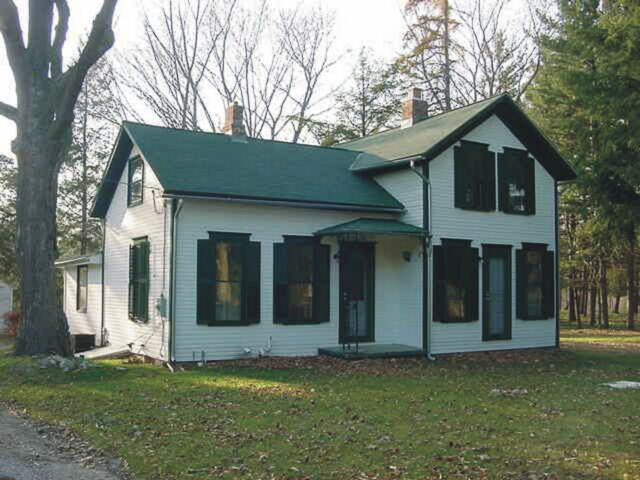
La Richard Vaughn Farm, ferme américaine du comté de Cuyahoga (Ohio), inscrite au Registre national des lieux historiques.

Selon les pays, selon les productions auxquelles elles étaient destinées, les fermes ont adopté au fil des siècles une configuration fonctionnelle permettant une vie en autarcie avec utilisation des petits cours d'eau ou des éoliennes pour l'énergie nécessaire au puisage de l'eau.
En Europe et en Asie, certaines fermes étaient fortifiées, voire entourées d'un fossé en eau.
Avant l'adduction d'eau, la ferme était souvent accolée à une rivière, un étang ou, dans les zones argileuses, à une ou plusieurs mares (résultant parfois du trou creusé pour en tirer la terre qui avait servi à élever les murs de terre crue ou à produire le torchis).
Transformées parfois en résidences secondaires, ces fermes traditionnelles perdent souvent leur authenticité architecturale dont les premières causes sont :
- le percement de fenêtres disproportionnées et/ou mal placées ;
- le remplacement de la charpente, de la couverture de toit par des matériaux modernes ou bon marché ;
- le grattage des enduits de protection pour faire apparaître le "squelette" du bâtiment.

Certaines peuvent être classées pour des raisons patrimoniales et paysagères (architecture vernaculaire).

### Évolutions et tendances en France
Après l'adduction d'eau et l'arrivée de l'électricité et sous la forte influence de la PAC, une évolution architecturale a marqué la seconde moitié du XXe siècle avec l'étalement en surface de la majorité des fermes. Les bâtiments d'élevage avec la fumière prennent dorénavant énormément de place pour cause d'engins agricoles toujours plus volumineux. Des silos à grains en métal ou en béton ont fait leur apparition. Parallèlement, un remembrement du territoire agricole conjoint à l'agrandissement des exploitations a fait disparaître le besoin d'abriter un valet ou des journaliers.

L'alimentation animale industrielle et importée (maïs, soja, farines animales, pulpes de betterave, etc.), ainsi que l'automatisation de la traite et l'élevage hors-sol, dans un contexte d'intensification et de mondialisation de l'agriculture ont accentué ce processus. Dans le même temps le contexte écopaysager évoluait, avec le recul des herbages et du bocage et des zones humides au profit de l'openfield. L'architecture des fermes récemment construites est largement moins marquée par les traditions et les terroirs.
Cependant, ces dernières années, on note ici ou là des installations d'agriculteurs dans des fermes à taille à nouveau humaine dont la production est centrée sur la qualité renforçant les effectifs minoritaires des fermes traditionnelles ayant perduré.

### Prospective
La FAO a encouragé, au moins dans les pays pauvres, une agriculture plus biologique et aussi plus périurbaine voire urbaine (pour des boucles courtes, moins consommatrices d'énergie et moins dépendantes de la chaîne du froid).
Divers projets architecturaux de fermes urbaines ou de tours géantes incluant la production de végétaux et de protéines animales (parfois susceptibles d'alimenter un quartier ou un groupe de quartier, en théorie) en autarcie émergent, l'un des plus vastes étant Dragonfly, une ferme « bionique » qu'un architecte a imaginé pour New York. Ces grands projets évoquent souvent des architectures de science-fiction.
La FAO promeut également l'élevage d'insectes comestibles pour répondre de façon durable à l'augmentation de la population mondiale d'ici à 2050. De nombreuses fermes d'élevage d'insectes comestibles émergent dans le monde : aux États-Unis notamment avec par exemple Tiny Farms ou Big Cricket Farms mais aussi en Europe avec Micronutris ou Ÿnsect.

## Suisse
La loi suisse sur la protection des animaux préconise que les animaux, notamment les vaches, soient détenues en stabulation libre (10 m2 minimum par vache). Les vaches ne sont pas attachées et disposent d'une cour de promenade à l’extérieur.

## Micro-fermes
Au XXIe siècle, on observe la réapparition d'exploitations agricoles de petite taille (« micro-fermes »), inspirées de permaculture et d’agroécologie (« micromaraîchage »). En France, un exemple connu est la ferme du Bec-Hellouin.
La thèse de Kevin Morel et les articles co-écrits avec François Léger (2015, 2016) sont les premières publications scientifiques de chercheurs français sur les micro-fermes. Elles les définissent comme des systèmes agricoles alternatifs et leur donnent un cadre de définition par l’utilisation de 6 critères :
- le maraîchage biologique constitue l’activité principale génératrice de revenu ;
- surface cultivée inférieure à 1,2 ha par actif ;
- plus de 30 types de légumes cultivés ;
- vente en circuits courts ;
- pratiques et sources d’inspiration alternatives par rapport au milieu agricole classique ;
- aspirations sociales et environnementales fortes revendiquées par les maraîchers.

#### Types de ferme
- Borie, dans le sud de la France
- Cense, dans le Nord de la France et en région wallonne en Belgique
- Hofstède, en Flandre française et belge
- Fermes des compagnies minières du Pas-de-Calais [5]